# Eubranchus toledanoi
Eubranchus toledanoi is een slakkensoort uit de familie van de Eubranchidae. De wetenschappelijke naam van de soort is voor het eerst geldig gepubliceerd in 2002 door Ortea & Caballer.